# 岩波文庫
岩波文庫（いわなみぶんこ）は、岩波書店が発行する文庫本レーベル。

## 概要
1927年（昭和2年）7月10日に、当時の教養・啓蒙主義のもと、ドイツのレクラム文庫を模範とし、書物を安価に流通させ、より多くの人々が手軽に学術的な著作を読めるようになることを目的として創刊された日本初の文庫本である。国内外の古典的価値を持つ文学作品や学術書などを幅広く収めており、最初の刊行作品は『こゝろ』、『五重塔』、『にごりえ・たけくらべ』、『戦争と平和 第一巻』（米川正夫訳）、『櫻の園』（同訳）など22点であった。
第二次世界大戦前は『岩波英和辞典』編集者の島村盛助訳によるエドウィン・アーノルドの抒情詩『亜細亜の光』などが刊行され、戦中には賀茂真淵『語意・書意』や本居宣長『直毘霊』などの国学文献のほか、『軍隊の服従と偉大』などが発行されたが、1938年2月7日、社会科学関係書目28点などが自発的休刊を強いられる。戦後は『きけ　わだつみのこえ』や社長吉野源三郎の『君たちはどう生きるか』などが発行された。
1991年（平成3年）に活字を大きくしたワイド版（B6判）を創刊。概ね評価が定着した作品を収録する。該当しない書目は、岩波現代文庫（2000年（平成12年） - ）に収録されている（旧版は、岩波同時代ライブラリー（1990年（平成2年） - 1998年（平成10年））、現代文庫から岩波文庫への移行再刊もある。
古くからの読者には馴染みが深いが、定価は金額ではなく星印（★）で示しており、★1つ○円などと、星の数で値段を計算していた。値上げの際には、1973年（昭和48年）に★1つあたりの値段を70円に値上げするまでは、★単価の改訂で告知していた。しかし、1975年（昭和50年）の定価改定時に、☆マークを導入し、★の在庫品に関しては当時の★1つ70円という旧価格で販売し、新刊・重版時に☆マークに切り替え、☆1つ100円とした。さらに、1979年（昭和54年）からは、★マークを50円として設定しなおし、100円の☆マークと併用して50円刻みの価格設定を行った。この方式は1989年（平成元年）の消費税導入時に総額表示が行われるまで続いた。
岩波文庫には原則として絶版はなく、品切れがあるのみで、1982年（昭和57年）から定期的に、リクエストの多い過去の刊行物の復刊を行っている。重版も毎月3〜4冊と、数十冊の一斉重版も年に1〜2度している。

## 製本

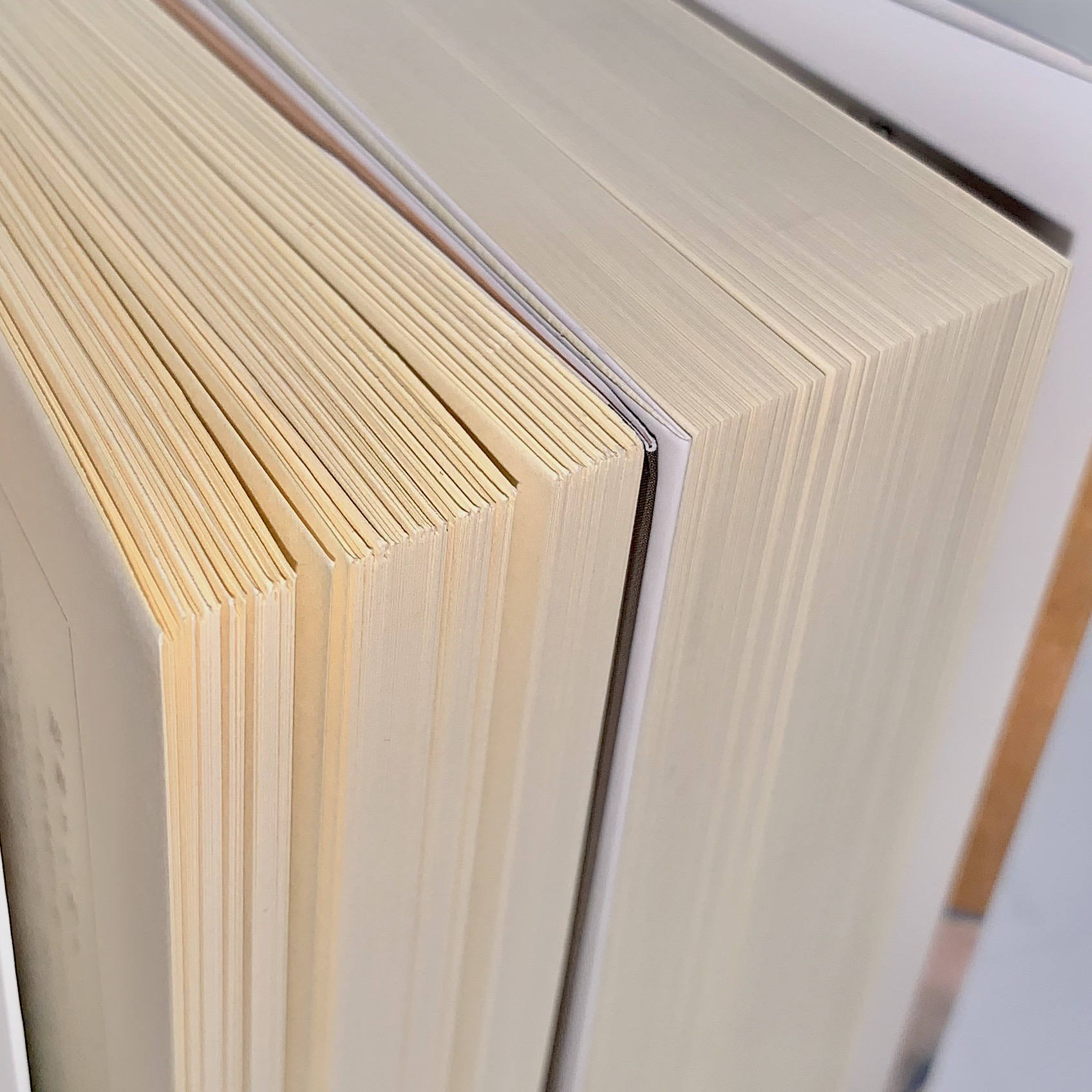
左は岩波文庫で、天アンカットで製本されている。右は比較用の三方裁ちで製本された文庫本（講談社学術文庫）。

創刊当初は、カバーではなく、活版印刷・糸かがり・天アンカット・スピン（栞ひも）付き・グラシンのカバー掛け等の造本で、本体の背が現在のものより1センチ高く作られていた。1960年代頃から他社の文庫はカバー導入を行ったが、岩波文庫でのカバー導入は遅く、カバー付文庫版の初登場は1982年（昭和57年）10月であった。
1987年（昭和62年）7月の新刊からは全てにカバーをかけ、背表紙の帯色で分野明示となった。1990年（平成2年）から年2回の一括復刊にもカバーをかけている。製本工程において天部（本の上部）を化粧裁ちしていない。

## 分類
カバーの背表紙下側（かつては帯）の色によって大きく5つのジャンルに分けられている。1974年（昭和49年）までは、下位分類は刊行順を基礎とするものであったが、1974年（昭和49年）から著者番号によって小さなジャンルに分けられる方式を採用した。しかし、当初は移行期ということで、帯の背には旧来の刊行順の番号を付けていた。全面的に著者番号を導入したのは1976年（昭和51年）からであり、帯にも著者別番号を記載することになった。
また、本体には、1974年（昭和49年）までは通算した星の数が、番号として記載されていたが、1974年（昭和49年）の新刊・重版からは著者番号に統一された。これは６ケタの数字で構成されるのが基本となっている。
小さなジャンルでは著者番号が原則99人分しか確保されていないことになるが、既に満席となった赤帯500番台のフランス文学や青帯100番台の近代日本思想などでは、著者番号の前に「N」を付けることで著者数が拡張されている。
| 帯の色     | 著者番号                       | ジャンル                       |
| ---------- | ------------------------------ | ------------------------------ |
| 青帯（33） | 1-99                           | 日本思想（前近代）             |
| 青帯（33） | 100-199                        | 日本思想（明治以降）           |
| 青帯（33） | 201-299                        | 東洋思想                       |
| 青帯（33） | 301-399                        | 仏教                           |
| 青帯（33） | 401-499                        | 歴史・地理                     |
| 青帯（33） | 501-599                        | 音楽・美術                     |
| 青帯（33） | 601-699                        | 哲学                           |
| 青帯（33） | 701-799                        | 教育                           |
| 青帯（33） | 801-899                        | 宗教                           |
| 青帯（33） | 901-999                        | 自然科学                       |
| 黄帯（30） | 日本の古典文学。江戸時代まで。 | 日本の古典文学。江戸時代まで。 |
| 緑帯（31） | 日本の近現代文学               | 日本の近現代文学               |
| 白帯（34） | 1-99                           | 法律・政治                     |
| 白帯（34） | 101-199                        | 経済                           |
| 白帯（34） | 201-299                        | 社会                           |
| 赤帯（32） | 外国文学                       | 外国文学                       |
| 赤帯（32） | 1-99                           | 東洋文学                       |
| 赤帯（32） | 101-199                        | ギリシア・ラテン文学           |
| 赤帯（32） | 201-299                        | イギリス文学                   |
| 赤帯（32） | 301-399                        | アメリカ文学                   |
| 赤帯（32） | 401-499                        | ドイツ文学                     |
| 赤帯（32） | 501-599                        | フランス文学                   |
| 赤帯（32） | 601-699                        | ロシア文学                     |
| 赤帯（32） | 701-799                        | 南北ヨーロッパ文学 その他      |

この他、解説総目録や文学案内などの別冊（35）がある。
なお、赤・青・白間で時期によって収録作品の分類が変わっていることがある。
佐藤正午の直木賞受賞作『月の満ち欠け』は「岩波文庫に収めるには新しすぎる」という理由により「岩波文庫的」というレーベルで似た装丁の文庫版が出版された。

### ISBNコード使い回し問題
岩波文庫のISBNコードは、上記の著者別分類番号の6ケタをそのまま転用しているものが基本であるが、古典文学の注釈者や外国作品の翻訳者が異なるもの（つまり、同一の校訂者や翻訳者による改訂・改訳の領域を超えているもの）であっても、岩波文庫では同じ著者別番号を使用するとともに、ISBNコードを使い回すことがあった。
たとえば、佐佐木信綱 編の新訂『新訓 万葉集』上巻のISBN‐10は「ISBN 4-00-300051-X」である。「新日本古典文学大系」を文庫版にした『万葉集（一）』（佐竹昭広、山田英雄、工藤力男、大谷雅夫、山崎福之 編）のISBN‐13は「ISBN 978-4-00-300051-9」である。
ISBN‐10の「ISBN 4-00-300051-X」をISBN‐13に変換すると「ISBN 978-4-00-300051-9」になるので、ISBNコードは同じものを使っているということになる。両者とも『黄5-1』という分類番号が与えられ、表紙には『30-005-1』と横書きで、背表紙には『黄五－一』と縦書きで表示されている。
そこで、大学図書館の検索システムなどでは、国立情報学研究所が付与したNII書誌ID（NCID）（これは非常に粒度が細かい番号付けを行っている）を用いて、前者の新訂『新訓 万葉集』上巻にはNCID BN02932172を、前者の新訂『新訓 万葉集』上巻〈特装版、1997年刊〉にはNCID BA30109498を、後者の『万葉集（一）』にはNCID BB11320467を、（新訂ではない）改訂再版『新訓 萬葉集』にはNCID BN01004385を割り当てるなどして区別している。
| 番号 | 編著者            | 書名                              | ISBN                   | NII書誌ID（NCID） |
| ---- | ----------------- | --------------------------------- | ---------------------- | ----------------- |
| 1    | 佐佐木信綱 編     | 新訂『新訓 万葉集』上巻           | ISBN 4-00-300051-X     | NCID BN02932172   |
| 2    | 佐佐木信綱 編     | 新訂『新訓 万葉集』上巻〈特装版〉 | 不明                   | NCID BA30109498   |
| 3    | 佐竹昭広ほか 校注 | 『万葉集（一）』                  | ISBN 978-4-00-300051-9 | NCID BB11320467   |
| 4    | 佐佐木信綱 編     | 改訂再版『新訓 萬葉集』           | 不明                   | NCID BN01004385   |

ISBNコードはその書物のユニーク（個別）性を維持・識別可能する目的で定められているので、このようにISBNコードを使い回した登録は本来、行ってはならないルールになっている。
インターネット上の古書市場（「日本の古本屋」やAmazonほか）で、商品の識別にISBNコードに由来する値を用いているシステムで運用すると、それまでの旧版と、全く訳者・注解者が異なる新版とが、同一の番号にひも付けされ、両者を区別して登録することができなくなる。出品者・購入希望者共に留意が必要である。公共図書館の蔵書検索システムや店頭書店の在庫管理システムでISBNコードのみを用いた場合も同様の結果となるので、著者名・校注者名・翻訳者名などもあわせて確認する必要がある。
なお、『万葉集』に関しては、第2巻には『黄5-2』と著者別分類は旧のものを維持しながらも、ISBNコードは〈ISBN 978-4-00-300055-7〉という、いままでの刊本にはなかった番号があたえられ、第3巻以降と『原本 万葉集』は新しい番号となっている。
また2016年以後刊行の改版や、古典作品の新版では、いずれも著者別分類は同じであっても新しいISBNコードを付与している。

## 収録作品における諸問題への批判

### 『紫禁城の黄昏』抄訳問題
1989年（平成元年）2月に出版された岩波文庫版（入江曜子・春名徹訳）は、原書の全26章中、第1章から第10章・第16章と序章の一部が省かれている。訳者あとがきでは、「原著は本文二十五章のほか、序章、終章、注を含む大冊であるが、本訳書では主観的な色彩の強い前史的部分である第一〜十章と第十六章『王政復古派の希望と夢』を省き、また序章の一部を省略した」と述べている。
岩波文庫版で省略された章には、当時の中国人が共和制を望んでおらず清朝を認めていたこと、満洲が清朝の故郷であること、帝位を追われた皇帝（溥儀）が日本を頼り日本が助けたこと、皇帝が満洲国皇帝になるのは自然なこと、などの内容が書かれている。

### 旧版『危機の二十年』誤訳問題
岩波文庫の旧訳版は、多数の誤訳や不適切な訳文が指摘された。以後は「在庫なし」の状況となり、入手困難だったが、2011年（平成23年）11月に新訳版が出版された。

### 『きけ わだつみのこえ』改変問題
1994年（平成6年）4月23日のわだつみ会総会で、副理事長の高橋武智が理事長に就任し、第4次わだつみ会が発足する。第4次わだつみ会は1995年（平成7年）に岩波文庫から『新版「きけ わだつみのこえ」』を出版したが、遺族や関係者から「誤りが多い」「遺族所有の原本を確認していない」「遺稿が歪められている」「遺稿に無い文が付け加えられている」「訂正を申し入れたのに増刷でも反映されなかった」といった批判を浴びる。1998年（平成10年）、遺族は中村克郎・中村猛夫・西原若菜が発起人となって、第4次わだつみ会とは全く別に「わだつみ遺族の会」を結成。うち中村克郎と西原若菜が遺族代表として、わだつみ会と岩波書店に対して「勝手に原文を改変し、著作権を侵害した」として「新版の出版差し止め」と「精神的苦痛に対する慰謝料」を求める訴訟を起こす。原告が提出した原本と新版第一刷の対照データをもとに岩波書店が修正した第8刷を1999年（平成11年）11月に出版し提出した結果、翌12月、原告は「要求のほとんどが認められた」として訴えを取り下げた。

### 『さまよえる湖』誤解説問題
科学者でもない翻訳者福田宏年の誤った解説を、何ら検証することなく掲載し、読者に重大な誤解を与えた。

### 収録された事のない古典
岩波文庫は世界の古典をかなり網羅しているが、収録された事がない古典もある。2021年時点での例をあげる。
- 『ギルガメシュ叙事詩』他、古代オリエントの作品
- 『書経』『礼記』
- 『墨子』
- 『戦国策』
- 司馬遷『史記』のうち「本紀」「表」
- 『ウパニシャッド』『マハーバーラタ』『ラーマーヤナ』
- 玄奘『大唐西域記』
- 『貞観政要』
- 『エッダ』
- マルコ・ポーロ『東方見聞録』
- イブン・バットゥータ『三大陸周遊記』あるいは『大旅行記』
- ペトラルカ『叙情詩集』
- アリオスト『狂えるオルランド』
- 『十八史略』
- 『封神演義』
- 太田牛一『信長公記』
- リヒャルト・ワーグナー『ニーベルングの指輪』